# Ігрушківська сільська рада
Ігрушківська сільська рада (біл. Ігрушкаўскі сельсавет) — адміністративно-територіальна одиниця в складі Крупського району розташована в Мінській області Білорусі. Адміністративний центр — Ротань.
Ігрушківська сільська рада розташована на межі центральної Білорусі, у східній частині Мінської області орієнтовне розташування — супутникові знимки [Архівовано 25 серпня 2011 у WebCite], північніше районного центру Крупки.
До складу сільради входять 16 населених пунктів:
- Актавія • Батури • Волковиськ • Гута • Двір Пересика • Ігрушка • Кам'янка • Королево • Круглиця • Лошанці • Лужа • Острово • Радиця • Самоседівка • Стара Пересика • Старосілля • Узнацьк.

Рішенням Мінської обласної ради депутатів від 28 травня 2013 року, щодо змін адміністративно-територіального устрою Мінської області, до сільської ради було приєднано села Нацької сільської ради — Дубешня • Клади • Лєнок • Острово.